# 전자 전이 쌍극자 모멘트
전자 전이 쌍극자모멘트(電子轉移雙極子-, 영어: electron electric dipole moment, EDM)는 물리학에서 전자의 쌍극자 모멘트로, 표준모형에 의하면 10−38 e·cm,유한한 작은 값이다. e는 기본 전하이다.

## 같이 보기
- 결합 쌍극자모멘트
- 전기 다극자모멘트
- 자기 쌍극자모멘트